# Bucculatrix packardella
Bucculatrix packardella är en fjärilsart som beskrevs av Victor Toucey Chambers 1873. Bucculatrix packardella ingår i släktet Bucculatrix och familjen kronmalar. Inga underarter finns listade i Catalogue of Life.